# 櫻井よしこ
櫻井 よしこ（さくらい よしこ、1945年〈昭和20年〉10月26日 - ）は、日本のジャーナリスト、モラロジー研究所顧問、モラロジー道徳教育財団が運営する令和専攻塾塾長。
本名は櫻井 良子（読みは同じ）。以前は本名で活動していたが、1994年4月に現在の表記に改めた。

## 来歴

### 生い立ち
ベトナム民主共和国ハノイの野戦病院で日本人の両親の間に生まれた。大分県中津市に住んだのち、母親（小千谷市出身）の郷里に近い新潟県長岡市に転居した。県立長岡高校卒業後、慶應義塾大学文学部に進学するも中退し、ハワイ大学マノア校歴史学部を卒業。

### ジャーナリスト・言論活動

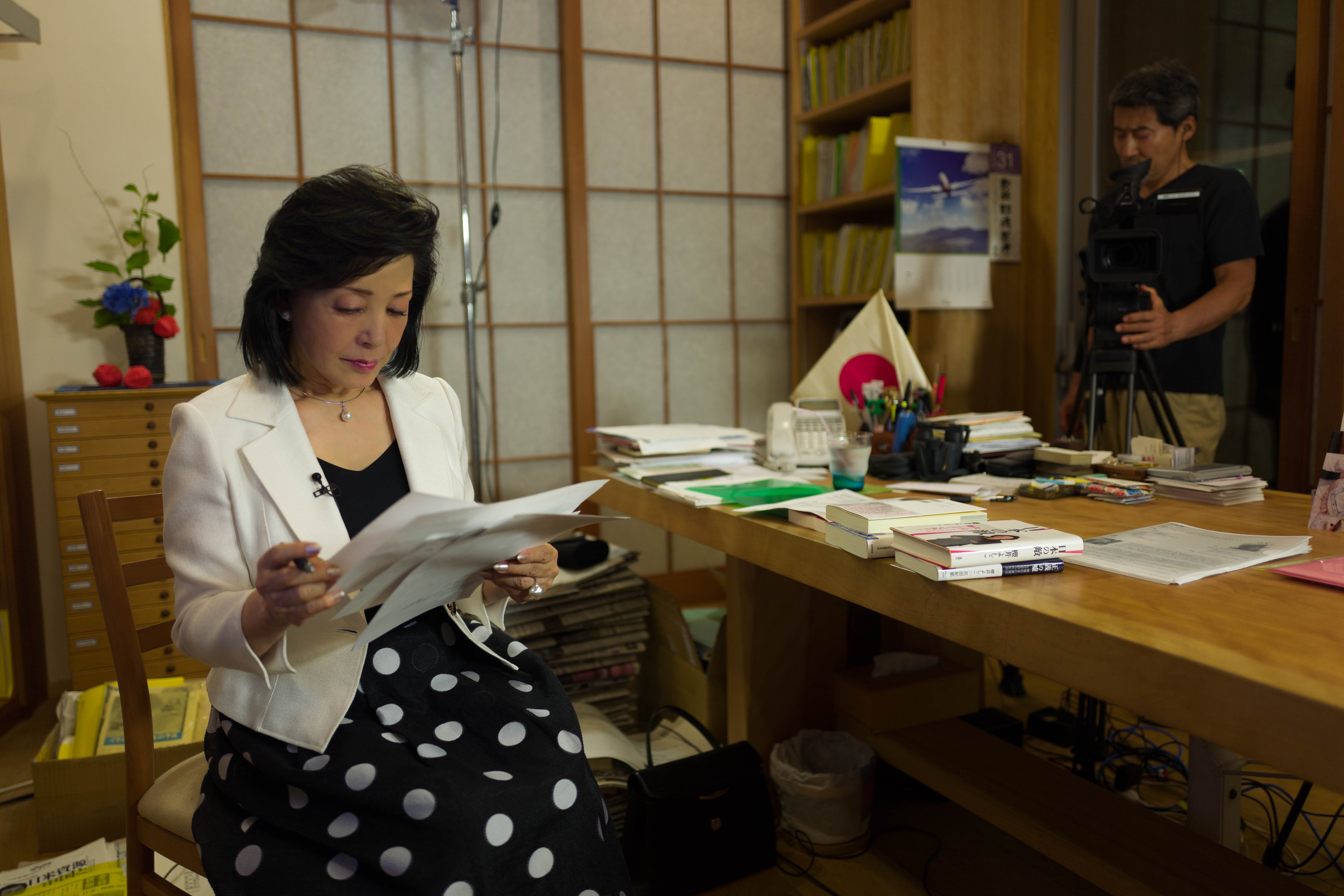
2015年7月10日、『櫻LIVE』の収録を前に（伊藤穰一撮影）

英字新聞クリスチャン・サイエンス・モニター東京支局などを経て、1980年5月から1996年3月まで日本テレビ『NNNきょうの出来事』のメインキャスターを務めた。1993年度の日本女性放送者懇談会賞を受賞。1995年に薬害エイズ事件を論じた『エイズ犯罪 血友病患者の悲劇』で第26回大宅壮一ノンフィクション賞を受賞。薬害エイズ事件で櫻井から追及された安部英は無罪判決を受け、櫻井は名誉毀損で訴えられた（後述）。
『「21世紀の日本と憲法」有識者懇談会』（民間憲法臨調）代表。2007年12月に、国家基本問題研究所を設立し初代理事長に就く。2012年10月、インターネットテレビ「言論テレビ：櫻LIVE」を始める。2014年10月に、「美しい日本の憲法をつくる国民の会」を、2015年8月に「平和安全法制の早期成立を求める国民フォーラム」を結成。2015年3月末、日本青年会議所で「グローバルリーダー育成塾」を創設し塾頭。「永住外国人地方参政権に反対する国民フォーラム」発起人、「夫婦別姓に反対し家族の絆を守る国民委員会」呼びかけ人でもある。
2012年4月に旧統一教会（現：世界平和統一家庭連合）系の『世界日報』の読者でつくる「世日クラブ」の設立30周年を記念する講演会で「日本よ、勁き国となれ」と題して講演した。中国の脅威を訴え、「日本は存亡の危機に瀕している」と警鐘を鳴らし、憲法改正の必要性を語った。講演後の質疑応答では元衆議院議員で政治評論家の長野祐也が米中接近について質問する。世界日報社長も賛辞を語ったほか、中曽根康弘元首相も祝電を寄せた
産経新聞で2018年9月から、「美しき勁き国へ」を連載中（2019年までは半年に1回、2020年から月に1回）。
右派文化人の団体「言論人フォーラム」の呼びかけ人の一人であり、憲法改正を強く訴えている。

### メディア出演
かつては『報道2001』（フジテレビ）や『サンデープロジェクト』（テレビ朝日）などの討論番組に不定期で出演していた。『新報道プレミアA』（フジテレビ）ではレギュラーコメンテーターを務めた。
2019年公開の慰安婦問題を扱ったドキュメンタリー映画『主戦場』に出演した。
2020年5月現在、日曜報道 THE PRIME、BSフジLIVE プライムニュース（いずれもフジテレビ）などにコメンテーターとして月1度の頻度で出演している。

## 人物・言論

### モラロジーとの関係
- 櫻井は、モラロジー道徳教育財団が運営する令和専攻塾の塾長である[1][2]。
- 櫻井は、モラロジー道徳教育財団のモラロジー研究所の顧問である[2]。

### 歴史認識
- 時事通信社の『週刊時事』1992年7月18日号で次のように書いている――「東京地方裁判所には、元従軍慰安婦だったという韓国人女性らが、補償を求めて訴えを起こした。強制的に旧日本軍に徴用されたという彼女らの生々しい訴えは、人間としても同性としても、心からの同情なしには聞けないものだ」「売春という行為を戦時下の国策のひとつにして、戦地にまで組織的に女性達を連れていった日本政府の姿勢は、言語道断、恥ずべきであるが、背景にはそのような政策を支持する世論があった。とすれば、責任を痛感すべきは、むしろ、私たち一人ひとりである」。しかし、後にこの論評をしなかった如くの主張を始めている（いわゆる“特定アジア”発言）。
- 歴史事実委員会の委員の一人として『ワシントン・ポスト』2007年6月14日号に、米下院121号決議の全面撤回を求め慰安婦動員に日本政府や旧日本軍の組織的・計画的強制連行はなかったと主張する意見広告「THE FACTS」を出した。決議は後に採択された。ただしかつてNNNきょうの出来事で慰安婦のニュースを伝えた際には「強制連行された慰安婦。」と発言している。
- 2007年に南京事件を歴史的事実に基づく政治的創作として描く映画『南京の真実』の賛同者に名を連ねた[11]。産経新聞に連載していた「美しき勁き国へ」2025年8月4日掲載分（「反日宣伝に手貸すのか」）において「『南京大虐殺』はわが国の研究者らによってなかったことが証明済みだ」と断定した。
- 沖縄戦における集団自決に関する大江健三郎・岩波書店沖縄戦裁判の大阪高等裁判所の判決（2008年10月31日）に対し、判決文の「大江氏の記述は真実性の証明があるとはいえない」「資料で両隊長の直接的な自決命令は真実性が揺らいだ」としつつ、「各記述や前提の事実が真実でないと明白になったとまではいえない」と訴えを退けたことについて、「深刻な論理矛盾」「世の中に通用しない曲がった理屈」「真実を知る努力を十分にしていない」と批判した[12]。
- 新しい歴史教科書をつくる会の市販本『日本人の歴史教科書』（2009年5月発売）に寄稿。2008年3月29日の「つくる会『沖縄問題』緊急シンポジウム」に講演者、パネリストとして出席した[13]。
- 張作霖爆殺事件ソ連特務機関犯行説を支持している。

### 世界

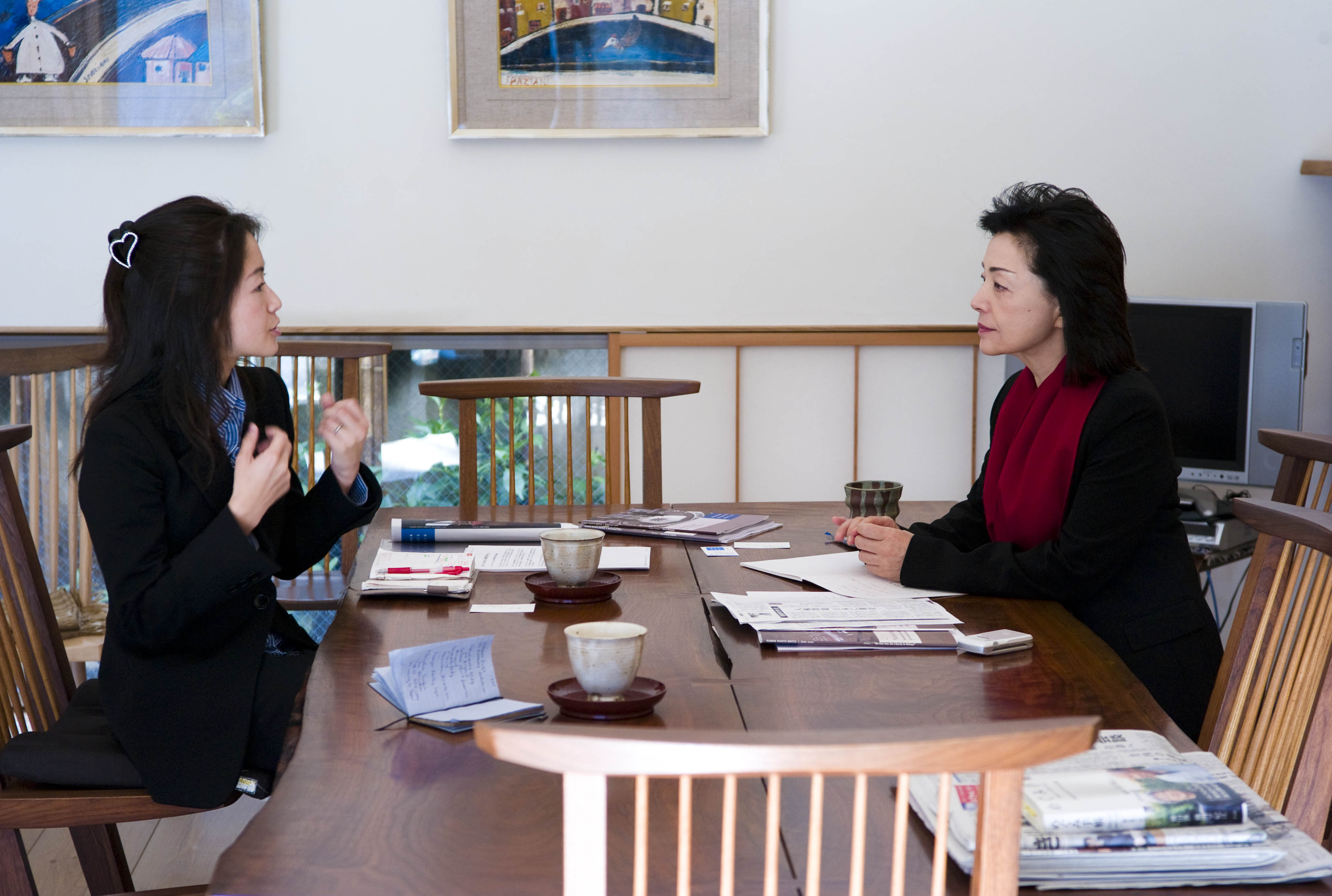
2008年1月23日、土井香苗（左）との人権に関する対談にて（伊藤穰一撮影）

- 長崎市長射殺事件で殺害された伊藤一長長崎市長の反米、反核平和志向に対して「長崎市長として核兵器を投下した米国を批判するのも十分にわかる。」と理解を示した[14]。
- 中国共産党に対しては、その体制、少数民族への弾圧、環境問題やコピー製品氾濫などの視点から厳しい。2008年の著書『異形の大国 中国』の冒頭では「隣に中国という国が存在することは、天が日本に与え給うた永遠の艱難である」とした。北康利との対談で「中国は日本と仲良くする気はありませんから。仲良くする気がない国と仲良くしようというのは卑屈」と発言[15]。

### ジャーナリズム

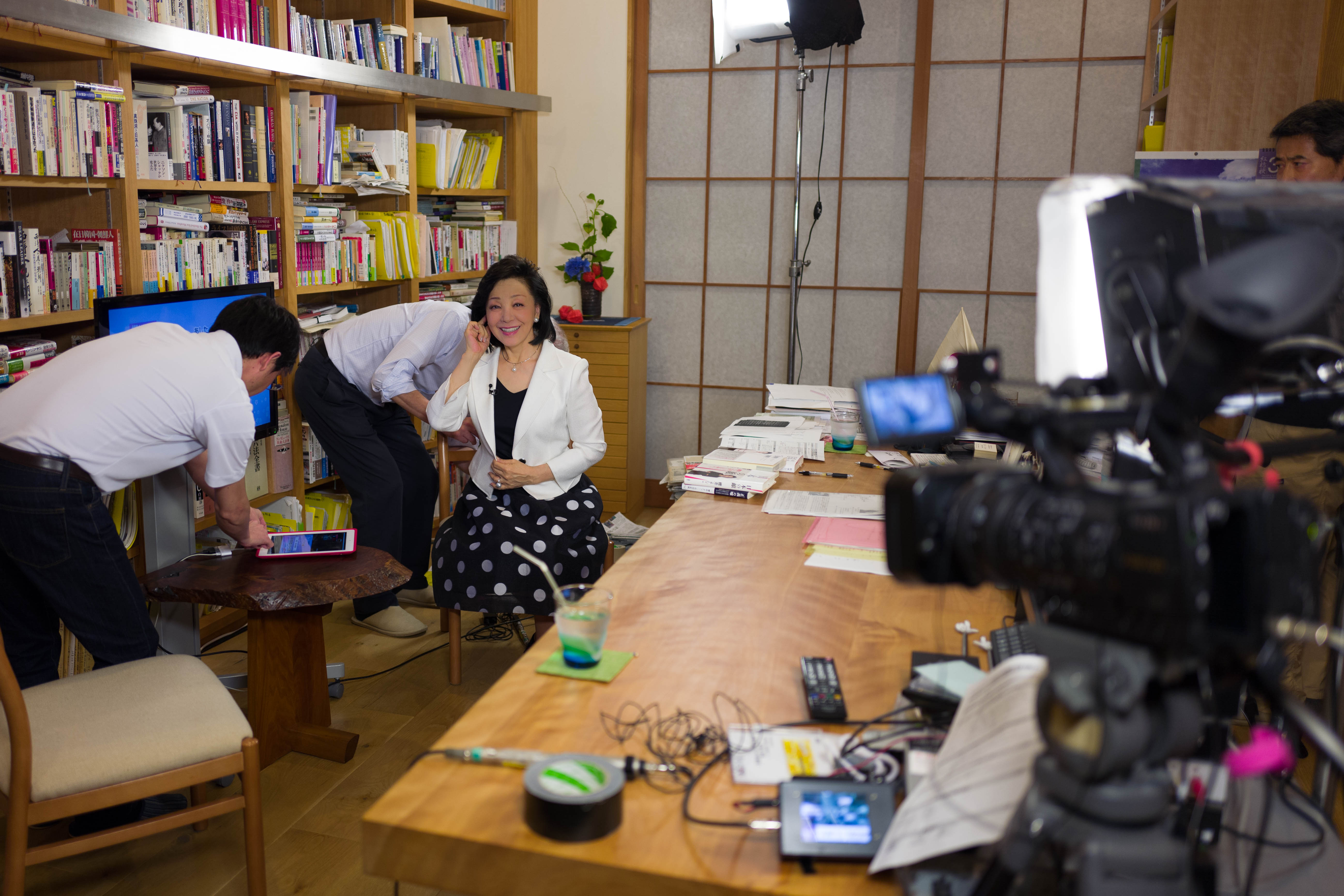
2015年7月10日、『櫻LIVE』の収録を前に（伊藤穰一撮影）

- 信奉するアンカーパーソンはロバート・ダンカン・マクニール[16]。

### 皇室
- 皇室は「2660年、125代の歴史がある」と考えている[17]（皇紀を参照）。皇室典範改正問題では旧皇族皇籍復帰派であり、女系天皇容認は絶対反対の立場を取る。悠仁親王誕生以前は「男系女子である愛子内親王を皇位につけ、代を繋げる間に、旧皇族に皇籍復帰して頂き、その後に傍系継承を行い、皇室の男系継承の伝統を守るべき」と主張していた。ちなみに帝国憲法時代でも一旦離脱（臣籍降下）した皇族の復帰は認められていない。
- 昭和天皇が靖国神社へ親拝しなくなった理由を「三木武夫の私的参拝発言が原因であり、A級戦犯合祀問題は全く関係ない」と主張している[18]。2006年7月、昭和天皇が靖国神社へのA級戦犯合祀に不快感を示したとされるメモ（富田メモ）が発見された事については、メモの信憑性を疑っており「政治に利用してはならない」等として、メモの影響で公人の靖国神社参拝に影響が出ることを懸念した。その後も信憑性についての疑いを捨てず、富田メモに関して検証が必要であると日本経済新聞に公開を求める主張を行い、首相による靖国参拝を支持する立場も堅持している[19]。
- 皇太子妃雅子（現・皇后）について、「西欧的な感覚を持つ」などとして皇室の担い手としての適性を危ぶみ批判する意見を表明したことがある[20][21]。
- 女性天皇の誕生は男系天皇制の下でも可能であるとしている。女系天皇の実現については「愛子様が成人し鈴木さんという男性と結婚なさったと仮定する。男女にかかわらずお子さんに恵まれれば、第一子が即位し、女系天皇第一号となる。その時点で天皇家は、半分鈴木天皇になる」と述べている[22]。

### 国籍法改正・外国人参政権
- 外国人参政権付与法案を「亡国への第一歩」として反対しており、この件について民主党の「在日韓国人をはじめとする永住外国人住民の法的地位向上を推進する議員連盟」による勉強会に招かれ、参政権を得るためには帰化をさせるべきで特別永住者については歴史的経緯を考慮して国籍取得の条件を簡素化する必要があるとする論を述べ、参加した議員からは「極めて共鳴した」（蓮舫）、「おおむね私の認識と同じだ」（牧義夫）と共感された一方、岡田克也からは「（私が在日韓国人の立場だったら）『選挙権を得たければ国籍を捨てろ』といわれたら許せない」との反論も出た[23]。一時間あまり熱弁をふるったが議連からは面と向かって「ご意見はわかりました。しかし、外国人参政権付与は進めます」と言われた[24]。
- 2008年12月8日に改正された国籍法に対して日本の危機、国会の司法への盲目的な追従、政治家の怠慢により他国の失敗事例をまねたと酷評した[25]。

### 選択的夫婦別姓制度
- 選択的夫婦別姓制度について「選択的夫婦別姓制度導入法案の源をたどれば、その考えは戦後の占領政策の下で行われた徹底的な家制度の破壊にいきつく」などとして反対している[26]。

### 原子力発電
福島第一原子力発電所事故後の2011年7月14日、産業経済新聞社主催の第256回全国縦断「正論」鹿児島講演会で講演し「核をつくる技術が外交的強さにつながる。原発の技術は軍事面でも大きな意味を持つ」と主張し、「原発を忌避するのではなく、二度と事故を起こさないようにする姿勢こそ必要」と強調した。
2012年12月8日、福島県郡山市の福島県双葉郡8町村の議員研修会で講演した中で、「年1ミリシーベルトの除染基準は古里再生のために緩和すべきだ」「放射線には幅広い意見があるが、政治家は事実を見るべきだ。人類が持つ科学的事実は広島、長崎、チェルノブイリの疫学データしかない。国連科学委員会や国際放射線防護委員会は100ミリシーベルト以下の影響に有意性はないと結論付けている」「科学的根拠のない年1ミリシーベルトを除染の基準にして大量の土砂を積み上げ、自分たちで新たな問題をつくり出している。大人は年20ミリシーベルト、子どもも10ミリシーベルトまでは大丈夫と、国の責任で言わなければならない。町村議は住民と一緒にうろたえていてはいけない」と発言した。

### 沖縄基地問題
2014年11月9日、沖縄県知事選の最中に沖縄県豊見城市で行われた講演会で「中国の脅威の最前線に否応なく立たされている沖縄を『力強い砦』にしないといけない」「中国に侵略されないような『防人』になって、もう一回、日本を盛り立てる」と、沖縄県の住民が防人になることを望む発言した。

### 韓国MBCテレビの放送内容に対する抗議
2021年8月10日、MBCテレビの番組「PD手帳」が、「不当取引、国情院と日本極右」と題し、櫻井が理事長を務める公益財団法人「国家基本問題研究所（国基研）」が、韓国の情報機関「大韓民国国家情報院（国情院）」から情報や金銭などの支援を受けていたと報じた。これを受けて、櫻井は「韓国MBCテレビによる名誉毀損行為に抗議します」と日本語でブログに掲載した。

### 統一教会との関係
櫻井は過去にオウム真理教等を批判してきたが、その一方で統一教会との関係を報道されている。
- 櫻井が勤務していた英字新聞クリスチャン・サイエンス・モニターは、統一教会系出版社である世界日報社と提携している（世界日報社のHPに「※世界日報社は米紙クリスチャン・サイエンス・モニターと提携しています。」と表記されていた）[36]。

- 『改革者』1996年2月号に、櫻井は「多様な引用をする米メディア」という記事を寄稿した[37]。その記事の中で、櫻井は「積極的なワシントン・タイムズ」という小見出しをつけ、統一教会の日刊紙「ワシントン・タイムズ」の記事やコラムを引用し、ワシントン・タイムズを称賛した[37]。

- 2012年4月12日に、統一教会の機関誌「世界日報」を刊行する「世界日報社」が後援であり、統一教会系の団体「世日クラブ」が主催のイベント「世日クラブ30周年記念講演会」で、櫻井は演目「ー日本よ、勁き国となれー」で講演した[38][39]。
- 2019年5月25日、櫻井は自身のオフィシャルサイトで、世界日報編集局長の藤橋進の論文が『月刊Hanada』2019年6月号に掲載されたことを述べ、その論文の内容を称賛した[40]。
- 2020年1月1日、3日、世界日報に、櫻井と自民党の長尾敬と世界日報社社長の黒木正博の鼎談が掲載された[41][42]。司会は世界日報編集局長の藤橋進だった[41][42]。
- 2022年7月7日に、櫻井は自身のオフィシャルサイトで、世界日報一面トップの記事を引用して紹介した[43][44]。
- 2022年9月8日、櫻井は自身のオフィシャルサイトで、世界日報について「創刊時から今日まで世界日報と統一教会の間に資本関係は全くないという」「資本面、編集面において統一教会との関係で不都合な点はない、それなのに『関連団体』とメディアで言われただけで、なぜ、関係を断ち切られるのか」「報道の自由の侵害だ」という世界日報側の主張を紹介した上で、政治家が世界日報の取材を受けたのを陳謝したことについて「本来このような陳謝は不必要だろう」と述べた[45]。
  - 実際には、世界日報は、統一教会創始者の文鮮明の指示により、統一教会と統一教会の関連団体「国際勝共連合」が出資して、1975年1月1日に創刊された日刊紙であることを、副島嘉和（元世界日報編集局長、元統一教会信者）と井上博明（元世界日報営業局長、元統一教会信者）が告発している[46][47]。統一教会の機関紙『聖徒』1974年11月号によると、文鮮明が「思想新聞を日刊化しなければ、日本の復帰計画は果たされない」と発言したことで、日本国内で統一教会による日刊紙の発行が決まったという[46]。『世界日報』の名称も、文鮮明が久保木修己国際勝共連合会長にロンドンで下したものである[46]。副島嘉和と井上博明によると、1983年までは世界日報の社員は全員が統一教会の会員であり、慢性的赤字体質で、不足分は統一教会が補填していたという[47]。
- 『WiLL』2023年1月号で内閣総理大臣の岸田文雄と対談し、「被害が報告されている団体との関係をどうするのか」と岸田が述べると、櫻井は「自民党による旧統一教会の排除」を懸念すると表明、「旧統一教会をめぐる厳しい措置により、日本が信教の自由を認めない狭量な国であるかのように映ってしまいます」と述べた[48]。
- 2025年02月27日、櫻井は自身のオフィシャルサイトで、同年2月18日の世界日報の一面トップの記事を引用した[49]。

### その他

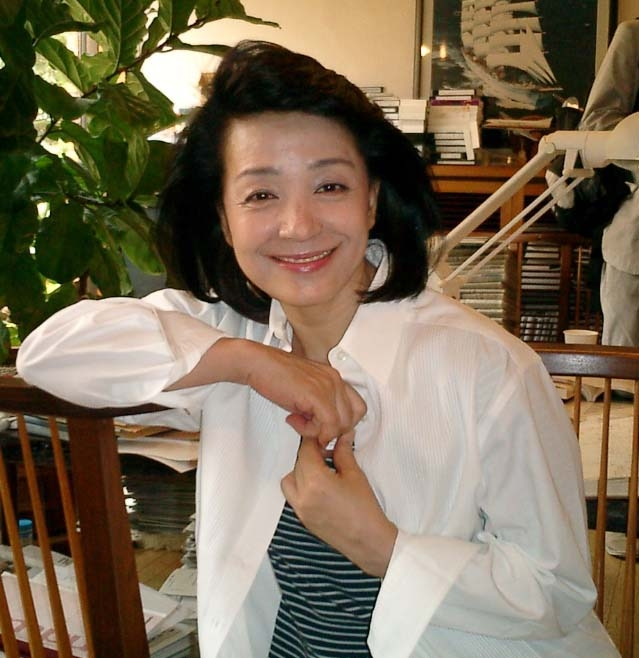
2003年8月22日、伊藤穰一との住民基本台帳ネットワークに関する対談を前に（伊藤穰一撮影）

- “特定アジア”の語句の生みの親とされる。NHK総合テレビジョン『日本の、これから』2005年8月15日放送「アジアの中の日本」において、韓国の青年に対し「あなたのおっしゃるアジア各国って？」と質し、相手が「特に韓国と中国」と答えたところ、「私たちはここできちんと定義した方がいい。アジアと言うとアジア全域と思うが、特に激しい批判してるのは中国、韓国。台湾は積極的に要人が（靖国神社に）参ってる。マレーシアもそう。まず中国・韓国と定義したい」と述べた事に始まる。
- 福田康夫については「親中派」とみなし、2007年の自由民主党総裁選挙で福田が選出されると「日本の国益を損ねる媚中外交が開始される」として政権発足前から懸念を表明した[50]。
- 田母神俊雄の航空幕僚長更迭について「文民統制、曲解された日本の解釈」（週刊新潮 2008年12月11日号）、「誰もわかっていない文民統制」（WiLL 2009年2月号）などの記事において、「文民統制」をキーワードに田母神を批判した朝日新聞や「政府見解」に従わせようとする日本政府を批判した。選挙に選ばれたヒトラーも文民統制により軍を支配したものと言え、自衛官を村山談話をはじめとした政府見解に従わせ、政府が自衛官の思想も行動も統制することは正しい姿ではないと主張した。
- オーストラリア人の記者と結婚したが3年で離婚した[51] 。
- 2009年4月、週刊新潮にてCO2削減に予算を投入するのは日本国の富の無駄遣いであるとする一部研究者の考えを紹介し、「CO2は温暖化の原因ではないと考えるのが合理的だ」とする旨の見解を主張した[52]（地球温暖化に対する懐疑論も参照）。
- 日本経済を再建し中国の覇権拡大を阻止するためには、TPPへの参加は絶対に必要としている[53]。
- 共謀罪、住民基本台帳ネットワークシステム・住民票コードに反対で「国民共通番号制に反対する会」共同代表を務める。同会は斎藤貴男や佐高信も参加していた。
- 朝日新聞の報道姿勢に常に批判的であるが、その一方で赤報隊事件については「言論には飽くまでも言論で応じるべきで、卑劣な脅迫や家族への攻撃は断じて許せない。」と「赤報隊」を糾弾。その上で「言論の自由こそ民主主義国日本の根本であることを、改めて強調したい。」と主張している[54]。
- 2014年4月13日、仏教系の新宗教である新生佛教教団の開教60周年記念大会が開催され、「今、なぜ憲法改正が必要か」と題した講演にて「日本人の価値観に沿った憲法をつくらなければならない」と主張した[55]。
- 日本の外交に関して、2002年以降の北朝鮮、韓国、中国に対する日本外交は失敗を続けており、外務官僚主導による外交にその問題の根があるとしている。特に北朝鮮との拉致問題に関する交渉では、セオドア・ルーズベルト大統領の発言「外交は大きな棍棒片手に優しい声で」（棍棒外交）を引き合いに、力（強い圧力や制裁）の裏付けの無い善意や妥協では国益は守れないとの認識を示し、外務省の宥和的な交渉に負の側面があるとした[56]。
- 池田佳隆が2006年、政界進出前に刊行した『誇り高き国 日本　この国に生まれて本当に良かった』（ダイヤモンド社）の同著に櫻井が「絶賛」の帯を寄せている[57]。
- 2019年6月26日、塚田一郎の応援のため新潟市へ行き、櫻井は首相の安倍晋三から電話で「塚田君をどうにかしてやって。彼は真面目だから、本当にしょんぼりしてどうしようもない。景気づけてあげてほしい」と要請されたと明かし、さらに塚田が北朝鮮による拉致被害者の横田めぐみさんの中学校の１年先輩で、参院議員になる前から問題解決に向けて活動してきたことを挙げ「立派な政治家だ」と持ち上げた[58]。2019年7月21日、第25回参議院通常選挙で塚田は落選したが、2年後の第49回衆議院選挙で国政に返り咲いた。
- 自宅は赤坂氷川神社の境内にある（借地人）[59]。
- 消費税引上げ導入に対し積極的な姿勢で知られていたが、2022年、虎ノ門ニュース内で財務省の増税にこだわる姿勢に対し懸念を表明し、増税を批判した。

## 批判
- 1996年、『エイズ犯罪血友病患者の悲劇』における薬害エイズ事件についての記述を巡って安部英医師より毎日新聞などとともに名誉棄損で訴えられる。訴訟は一審が棄却、二審で逆転、損害賠償を命ずる判決が出たのち、安部の無罪判決の後の平成17年（2005年）6月に最高裁で再逆転・棄却となり原告の敗訴が確定した。最高裁は「真実と信じたことに相当の理由がある」として櫻井の記述が真実であると認めたものではなく[60]、安部の弁護団は櫻井の取材方法は捏造に近いと主張している[61]。この直前から本名ではなく「――よしこ」のペンネームを使用するようになった。
- 同年10月、横浜市教育委員会主催の教師向け研修会で、福島瑞穂の慰安婦問題に対する姿勢について批判した。福島瑞穂によれば、櫻井から福島に対して「福島さんに対して実に申し訳ないことをしました。講演をしたときに、うっかり口がすべって、『従軍慰安婦の問題について福島さんももう少し勉強をしたらどうですか』と言ってしまったのです。本当に申し訳ありませんでした」と謝罪した[62]。同研修会では「従軍慰安婦は存在しなかった」趣旨の話をしたことで、その後に櫻井が講演予定をしていた主催者へ「人権」を掲げる団体が抗議運動をしたため、主催者が講演の中止を発表した。『読売新聞』は社説（2008年2月3日付）で言論の自由を妨害された事例として、この件を取り上げている[63]。もっとも福島は櫻井とのそのような遣り取りは存在せず、講演録を見せられて心底驚いたと「創」1997年4月号で述べている[64]。
- 1997年、喘息患者の死亡はβ2刺激剤ベロテックの心臓への副作用が原因であり、これは薬害エイズ事件に続く薬害事件だと主張した（ベロテック問題）。櫻井は文藝春秋1997年6月号に「喘息患者がつぎつぎに死んでゆく」と題した記事を掲載し同時に自らがキャスターを務める『NNNきょうの出来事』でも取り上げた。さらに同誌9月特別号にて「NHKがごまかした『喘息薬害』」と続けて取り上げた。
- 池田信夫は「一種のaffirmative actionでメディアによく登場するが、中身はでたらめ」と評し[65]、櫻井が住民基本台帳ネットワークにおいて「国民共通番号制に反対する会」の代表になっている活動について、「システムの中身も知らないでヒステリックに騒いだため、左翼の残党がこれに乗って『監視社会』反対運動を始めた」[66]などと自身のブログ内にて櫻井の活動をたびたび批判している。
- 2015年9月28日、9月27日に民主党からNHK日曜討論において岡田克也代表らに関する発言に事実誤認があったとして撤回と謝罪を求められた。櫻井は番組中で岡田克也が外相時代に集団的自衛権は必要と発言したとして180度意見が変わったと批判したが、岡田は外相時代にそのような発言はしていなかった[67]。櫻井は30日に発言は野党の幹事長時代だったと反論を発表したが、民主党はそのような事実はないとして再度撤回と謝罪を求める再質問状を送った[68]。これに対して櫻井は「再度の回答は不要」との返答を民主党へ送った[69]。
- 2020年10月14日のBSフジ「プライムニュース」に出演した際、「防衛大の卒業生が大学院に行きたくとも、東大をはじめ各大学は『防衛大から来た、防衛省の人間など入れない』と断っていた」と述べた。実際は、防衛大や自衛官出身者が東大などの大学院に進学した事例が複数確認され、発言は誤りであった。16日のプライムニュースで、キャスターが「国立大に入学した防衛大卒業生の存在が確認されました」と述べ訂正した[70]。

## 講演会中止事件
1997年、過去に慰安婦問題について、強制連行ではなかったと発言したことを理由に、神奈川人権センター（日高六郎理事長）から抗議を受け、講演会が中止される事件があった。
これについて、日本文芸家協会（江藤淳理事長）は、同時期に起きた作家・柳美里への脅迫とともに言論の自由への侵害を憂慮する声明を出したが、人権センター側は、柳の件とは違い、櫻井の問題は歴史歪曲発言であり「差別言論」だと反論し、今後も公的機関が櫻井を講師として招く場合、同様の申し入れを行うと発表した。
神奈川人権センターは、櫻井の発言の場となった横浜市教育委員会にも講師の選択を反省すべきだとする申し入れを行い、教育委員会は、櫻井の講演が市教委の基本方針と異なる歴史認識で展開されたとして、以後反差別の観点から講師の選定に努めると回答した。横浜市教育委員会は、校長会などを通じ歴史認識の周知徹底を図る方針だとした。
櫻井が選考委員を務める横浜弁護士会「人権賞」で、受賞者が受賞を辞退した。
読売新聞は、神奈川人権センターの行動を「言論封じ」だと批判した。

## 著書

### 単著
- 櫻井良子『ちょっと問題!Tokyo国際報道』講談社、1985年12月24日。
- 櫻井良子『「政治」は誰のものか　迷走する日本の政治の核心に迫る』PHP研究所、1993年1月。※ インタビュー

- 『櫻井よしこが取材する』（ダイヤモンド社、1994年6月）
- 『エイズ犯罪血友病患者の悲劇』（中央公論社、1994年8月）のち文庫（中公文庫、1998年8月）※ 1995年4月、第26回大宅壮一ノンフィクション賞受賞[78]。
- 『寝ても醒めても』（世界文化社、1994年12月）
- 『直言！　日本よ、のびやかなれ』（世界文化社、1996年12月）
- 『北朝鮮　北東アジアの緊張』（ダイヤモンド社、1999年9月）
- 『薬害エイズ　終わらない悲劇』（ダイヤモンド社、1999年9月）
- 『北朝鮮　北東アジアの緊張』（ダイヤモンド社、1999年10月）
- 『安部先生、患者の命を蔑ろにしましたね』（中央公論新社、1999年10月）
- 『憲法とはなにか』（小学館、2000年4月）
- 『大人たちの失敗　この国はどこへ行くのだろう？』（PHP研究所、2000年12月）のち文庫（PHP文庫、2002年11月）
- 『迷走日本の原点』（新潮社、2001年4月）のち文庫（新潮文庫、2003年1月）
- 『日本のブラックホール特殊法人を潰せ』（新潮社、2001年8月）
のち改題・文庫『特殊法人改革のまやかし　官僚たちの甘い汁』（新潮文庫、2004年7月）
- 『日本のかたち　データで読み解く　毎日のニュースが面白いほどよくわかる』（素朴社、2001年10月）
- 『薬害エイズ「無罪判決」、どうしてですか？』（中公新書ラクレ、2001年12月）
- 『GHQ作成の情報操作書「眞相箱」の呪縛を解く　戦後日本人の歴史観はこうして歪められた』（小学館文庫、2002年8月）
- 『日本が犯した七つの大罪』（新潮社、2003年3月）のち文庫（新潮文庫、2005年3月）
- 『あなたの「個人情報」が盗まれる』（小学館、2003年8月）
- 『教育が拓く未来　変わり始めた現場からの提言』（PHP研究所、2004年4月）
- 『権力の道化』（新潮社、2004年5月）
のち改題・文庫『改革の虚像　裏切りの道路公団民営化』（新潮文庫、2006年11月）
のち再改題・新書『権力の道化』（PHP新書、2009年12月）
- 『何があっても大丈夫』（新潮社、2005年2月）のち文庫（新潮文庫、2014年6月）
- 『世の中意外に科学的』（集英社、2005年3月）のち文庫（集英社文庫、2007年10月）
- 『気高く、強く、美しくあれ　日本の復活は憲法改正からはじまる』（小学館、2006年8月）のち文庫（PHP文庫、2015年1月）
- 『日本よ、「歴史力」を磨け：「現代史」の呪縛を解く」（文藝春秋、2007年9月）のち文庫（文春文庫、2013年1月）
- 『日本人の美徳　誇りある日本人になろう』（宝島社新書、2008年2月）
- 『異形の大国　中国　彼らに心を許してはならない』（新潮社、2008年4月）のち文庫（新潮文庫、2010年10月）
- 『明治人の姿』（小学館101新書、2009年4月）
- 『民主党政権では日本が持たない：国民を欺いた「政権交代」』（PHP研究所、2010年5月）
- 『宰相の資格』（産経新聞出版、2011年2月）
- 『日本とインド　いま結ばれる民主主義国家：中国「封じ込め」は可能か』（文藝春秋、2012年5月）のち文庫（文春文庫、2014年11月）
- 『中国に立ち向かう覚悟：日本の未来を拓く地政学』（小学館、2012年11月）
- 『日本人の魂と新島八重』（小学館101新書、2012年12月）
- 『迷わない。』（文春新書、2013年12月）
のち完全版『迷わない。完全版：107歳の母を看取って』（文春新書、2022年2月）
- 『ニッポンの懸案：韓・中との衝突にどう対処するか』（小学館新書、2014年2月）
- 『議論の作法』（文春新書、2014年10月）
- 『日本人に生まれて良かった』（悟空出版、2015年2月）
- 『一刀両断』（新潮社、2017年5月）のち文庫（新潮文庫、2019年11月）
- 『地政学で考える日本の未来：中国の覇権戦略に立ち向かう』（PHP文庫、2017年8月）
- 『チベット　自由への闘い：ダライ・ラマ14世、ロブサン・センゲ首相との対話』（PHP新書、2017年12月）※  対談
- 『問答無用』（新潮社、2019年1月）のち文庫（新潮文庫、2021年11月）
- 『言語道断』（新潮社、2020年5月）
- 『親中派の嘘』（産経新聞出版、2020年5月）※  対談
- 『赤い日本』（産経新聞出版、2021年5月）※  対談
- 『亡国の危機』（新潮社、2021年10月）

シリーズ
- 「日本の」シリーズ（新潮社）
  - 『日本の危機』（1998年8月）のち文庫（2000年3月）
  - 『日本の危機 2　解決への助走』（2000年3月）のち文庫（2002年5月）
  - 『日本の覚悟』（2011年2月）のち文庫（2013年7月）
  - 『日本の試練』（2012年3月）のち文庫（2016年2月）
  - 『日本の決断』（2013年6月）のち文庫（2016年8月）
  - 『日本の敵』（2015年3月）のち文庫（2017年9月）
  - 『日本の未来』（2016年5月）のち文庫（2018年11月）
- 「論戦」シリーズ（ダイヤモンド社）
  - 『論戦1994-1996』（1996年6月）
  - 『論戦 2』（1998年3月）
  - 『論戦1999』（1999年3月）
  - 『論戦2000』（2000年4月）
  - 『日本よ、なぜ動かない　論戦2001』（2001年4月）
  - 『変わるのは今しかない　論戦2002』（2002年5月）
  - 『明日への道を拓け　論戦2003』（2003年5月）
  - 『このまま滅ぶな、日本　論戦2004』（2004年7月）
  - 『国売りたもうことなか　論戦2005』（2005年7月）
  - 『この国を、なぜ、愛せないのか　論戦2006』（2006年5月）
  - 『日本よ、勁き国となれ　論戦2007』（2007年7月）
  - 『いまこそ国益を問え　論戦2008』（2008年6月）
  - 『櫻井よしこの憂国　論戦2009』（2009年5月）
  - 『日本を愛すればこそ、警鐘を鳴らす　論戦2010』（2010年7月）
  - 『国難に克つ　論戦2011』（2011年7月）
  - 『甦れ、日本　論戦2012』（2012年8月）
  - 『櫻井よしこの日本再興　論戦2013』（2013年8月）
  - 『日本国の復権　論戦2014』（2014年7月）
  - 『戦後七〇年　国家の岐路　論戦2015』（2015年7月）
  - 『凛たる国家へ　日本よ、決意せよ　論戦2016』（2016年7月）
  - 『頼るな、備えよ　論戦2017』（2017年8月）
  - 『愛国者たちへ　論戦2018-2019』（2019年4月）

### 共編著
- 金両基との共著『海峡は越えられるか　日韓歴史論争』（中央公論社、1997年7月）のち文庫（中公文庫、2002年6月）
- 金美齢との共著『自立できない国日本　勇気があれば人生は拓ける』（日本文芸社、1999年9月）
のち改題・新書『女は賢く勁くあれ！』（WAC BUNKO、2008年8月）
- 『吾、身は幼児となりて母を慕い　戦士たちの遺した手紙』（編）（同朋舎／角川書店、1999年12月）
- 小林節、中西輝政、長谷川三千子、福田和也、松本健一との共著 『憲法改正』中西輝政（編）（中央公論新社、2000年4月）
- 瀬戸内寂聴との共著『ニッポンが好きだから　女二人のうっぷん・はっぷん』（大和書房、2000年12月）
- 和田秀樹との共著『日本の病　正常な国への処方箋』（PHP研究所、2001年6月）
- 宮川俊彦との共著『この国の宿題　教育液状化を止める』（ワック、2001年8月）
のち改題・新書『ゆとり教育が日本を滅ぼす』（WAC BUNKO、2005年2月）
- 竹中平蔵との共著『立ち上がれ！日本　「力強い国家」を創る戦略』（PHP研究所、2001年10月）
- 苅谷剛彦、鈴木寛との共著『中学改造　“学校"には何ができて、何ができないのか』藤原和博（編）（小学館、2002年7月）
- 伊藤穰一、清水勉との共著『「住基ネット」とは何か？　国民と自治体のための脱「住基ネット」論』（明石書店、2002年9月）
- 『あなたの個人情報が危ない！　プライバシー保護とメディア規制』（編）（小学館文庫、2002年11月）
- 『あなたの「個人情報」が盗まれる』（編）（小学館、2003年9月）
- 小堀桂一郎、八木秀次との共著『「女系天皇論」の大罪』（PHP研究所、2006年2月）
- 寬仁親王との共著『皇室と日本人　寛仁親王殿下お伺い申し上げます』（明成社、2006年3月）
- 『日本よ、「歴史力」を磨け　「現代史」の呪縛を解く』（編）（文藝春秋、2007年9月）
- 『私は金正日との闘いを止めない　米中の宥和政策にも負けない』（編）（文藝春秋、2008年3月）
- 『アジアの試練　チベット解放は成るか』（編）（文藝春秋、2008年7月）
- 田久保忠衛との共著『国家への目醒め　賢く勁き日本へ』（小学館、2008年12月）
- 大原康男、茂木貞純との共著『皇位継承の危機いまだ去らず』（扶桑社新書、2009年11月）
- 平沼赳夫との共著『リベラルが日本を潰す　保守新生』（宝島社、2010年2月）
- 『「小沢一郎」研究』（編）新潮45別冊2010年4月号（新潮社、2010年3月）
- 北村稔との共著『中国はなぜ「軍拡」「膨張」「恫喝」をやめないのか　その侵略的構造を解明する』国家基本問題研究所（編）（文藝春秋、2010年10月）のち文庫（文春文庫、2012年6月）
- 劉江永、金燦栄、歩平、洪熒、趙甲濟、田久保忠衛、古田博司との共著『日中韓 歴史大論争』（文春新書、2010年10月）
- 渡部昇一、中西輝政、國武忠彦、小堀桂一郎との共著『日本人の誇りを伝える　最新日本史』（明成社、2012年9月）
- 竹田恒泰、百地章との共著『「女性宮家創設」ここが問題の本質だ！』日本会議（編）（明成社、2012年11月）
- 花田紀凱との共著『「正義」の嘘：戦後日本の真実はなぜ歪められたか』（産経セレクト、2015年3月）
- 『「21世紀の日本と憲法」有識者懇談会』との共著『日本人のための憲法改正Q&A：疑問と不安と誤解に答える決定版』（産経新聞出版、2015年4月）
- 国家基本問題研究所との共著『新アメリカ論』（ 産経新聞出版、2015年7月）
- 花田紀凱との共著『「民意」の嘘：日本人は真実を知らされているか』（産経セレクト、2016年5月）
- 呉善花との共著『赤い韓国：危機を招く半島の真実』 (産経セレクト、2017年5月）
- 奈良林直との共著『それでも原発が必要な理由(わけ)』（ワック、2017年5月）
- 洪熒との共著『韓国壊乱：文在寅政権に何が起きているのか』（PHP研究所、2018年2月）
- 花田紀凱との共著『朝日リスク：暴走する報道権力が民主主義を壊す』（産経セレクト、2018年3月）
- 阿比留瑠比、高橋史朗、西修、加瀬英明、篠原敏雄、国士舘大学極東国際軍事裁判研究プロジェクトとの共著『新・東京裁判論：GHQ戦争贖罪計画と戦後日本人の精神』（産経新聞出版、2018年4月）
- 稲田朋美、八幡和郎、高森明勅、所功、百地章、松浦光修、大河内茂太との共著『皇位継承：論点整理と提言』女性議員飛躍の会（編）（展転社、2020年6月）
- 楊逸、楊海英との共著『中国の暴虐：ウイグル、モンゴル、香港、尖閣　ジェノサイド』（ワック、2021年5月）
- 田久保忠衛との共著『宿命の衝突』（ビジネス社、2022年1月）
- 高市早苗との共著『ハト派の嘘』（産経新聞出版、2022年5月）
- ケント・ギルバートとの共著『わが国に迫る地政学的危機：憲法を今すぐ改正せよ』（ビジネス社、2022年10月）

タイトル雑誌
- 『櫻井よしこさんと日本を考える』月刊Hanadaセレクション（飛鳥新社、2016年8月）
- 『一冊まるごと櫻井よしこさん。』別冊正論29（産経新聞社、2017年3月）
- 『習近平vs.櫻井よしこ』月刊Hanadaセレクション（飛鳥新社、2021年7月）

### 翻訳
- ウルダ・ユルゲンス『ライサ・ゴルバチョフ　鉄道員の娘からファーストレディヘ』（ダイヤモンド社、1991年3月）
- ゲイル・シーヒー『ヒラリーとビルの物語』（飛鳥新社、2000年9月）